# Шанте (Корез)
Шанте (фр. Chanteix) насеље је и општина у централној Француској у региону Лимузен, у департману Корез која припада префектури Тил.
По подацима из 2011. године у општини је живело 580 становника, а густина насељености је износила 29,79 становника/km². Општина се простире на површини од 19,47 km². Налази се на средњој надморској висини од 380 метара (максималној 451 m, а минималној 312 m).

## Демографија
| 1962. | 1968. | 1975. | 1982. | 1990. | 1999. | 2011. |
| ----- | ----- | ----- | ----- | ----- | ----- | ----- |
| 574   | 642   | 565   | 520   | 520   | 517   | 580   |

График промене броја становника у току последњих година